# اندازه‌گیری سرعت نور توسط رومر

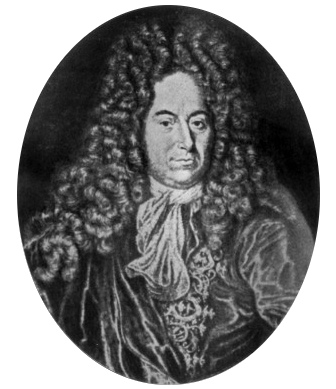
اوله رومر (۱۶۴۴–۱۷۱۰)

اندازه‌گیری سرعت نور توسط رومر آزمایشی بود که در سال ۱۶۷۶ میلادی توسط اخترشناس دانمارکی اوله رومر انجام شد و نشان داد که سرعت نور محدود است و مقدار آن را با تقریب خوبی بدست آورد وی این آزمایش را در رصدخانه سلطنتی پاریس انجام داد.
رومر تلسکوپ بلندی(به طول سه متر) در اختیار داشت و سیاره مشتری(هرمز) و چهار قمر بزرگ آن موسوم به قمرهای گالیله‌ای  را رصد می‌کرد. او می‌خواست این ادعای گالیله را – که می‌گفت با رصد تلسکوپی قمرهای مشتری می‌توان به دقت زمان سنجی کرد – بیازماید.
رومر متوجه شد که  آیو Io، یکی از اقمار مشتری، چهار بار در هفته به دور آن سیاره می‌گردد. وی دورۀ تناوب آن را هنگامی که مُشتَری در حال نزدیک‌شدن به زمین، و هنگامی که در حال دورشدن از زمین بود اندازه‌گیری کرد و دید این دورۀ تناوب‌ها متفاوت است. یعنی زمان حرکت آیو Io، به دور هُرمُز از یک گردش تا گردش بعدی متغیر است.
رومر دریافت که زمان حرکت آیو Io، در هر ماه حدود ۳/۵ دقیقه و...، بیشتر می‌شود و پس از گذشت شش ماه پیاپی، تقریباً ۲۲ دقیقه بیشتر از پیش به دور مُشتَری می‌گردد.
البته در شش ماه دوم این جبران می‌شد! زمان گردش آیو Io، به دور مُشتَری، بعکس هر ماه، ۳/۵ دقیقه و... کوتاه‌تر بود. (حدود ۲۲ دقیقه در کل شش ماه)
و بدین ترتیب، زمان گردش آیو Io، به دور مُشتَری با زمان سال پیش برابر می‌شد.
رومر تخمین زد که نور نیاز به ۲۲ دقیقه دارد تا مسافتی معادل قطر مدار زمین (۳۰۰ میلیون کیلومتر) را طی کند که می‌شود ۲۲۰٬۰۰۰ کیلومتر بر ثانیه به واحدهای کنونی که حدود ۲۶٪ نسبت به مقدار واقعی خطا دارد که احتمالاً به خاطر اشتباه در محاسبه عناصر مداری مشتری بوده‌است به‌طوری‌که مشتری نزدیکتر از آن چیزی که واقعاً هست در نظر گرفته شده‌است.
نظریه او در آن زمان بسیار بحث‌برانگیز بود و به زحمت توانست جیوانی کاسینی را متقاعد کند که این فرضیه درست به هر حال توسط فیلسوفان طبیعی آن زمان مانند کریستین هویگنس و ایزاک نیوتون به سرعت قبول شد و در نهایت دو دهه بعد از درگذشت رومر جیمز بردلی —ستاره‌شناس انگلیسی— َعموم را در سال ۱۷۲۹ مورد مجاب به پذیرش این موضوع کرد.

## روش آزمایش
قمرهای گالیله‌ای مشتری هر از چندگاهی از جلوی مشتری عبور می‌کنند و اصطلاحاً گرفت مشتری رخ می‌دهد. هنگام کار در رصدخانه پاریس متوجه شدند که در گرفت آیو موارد غیرقابل پیش‌بینی وجود دارد و محاسبات بررسی شد اما به نتیجه‌ای نرسیدند اما رومر به این نتیجه رسید که منشا این اختلاف در واقع تغییر فاصله مشتری از زمین است به همین دلیل است که زمان گرفت‌ها همیشه دقیقاً ده دقیقه بوده ولی زمان شروع آن متناوباً نیست.